# Heðin Mortensen

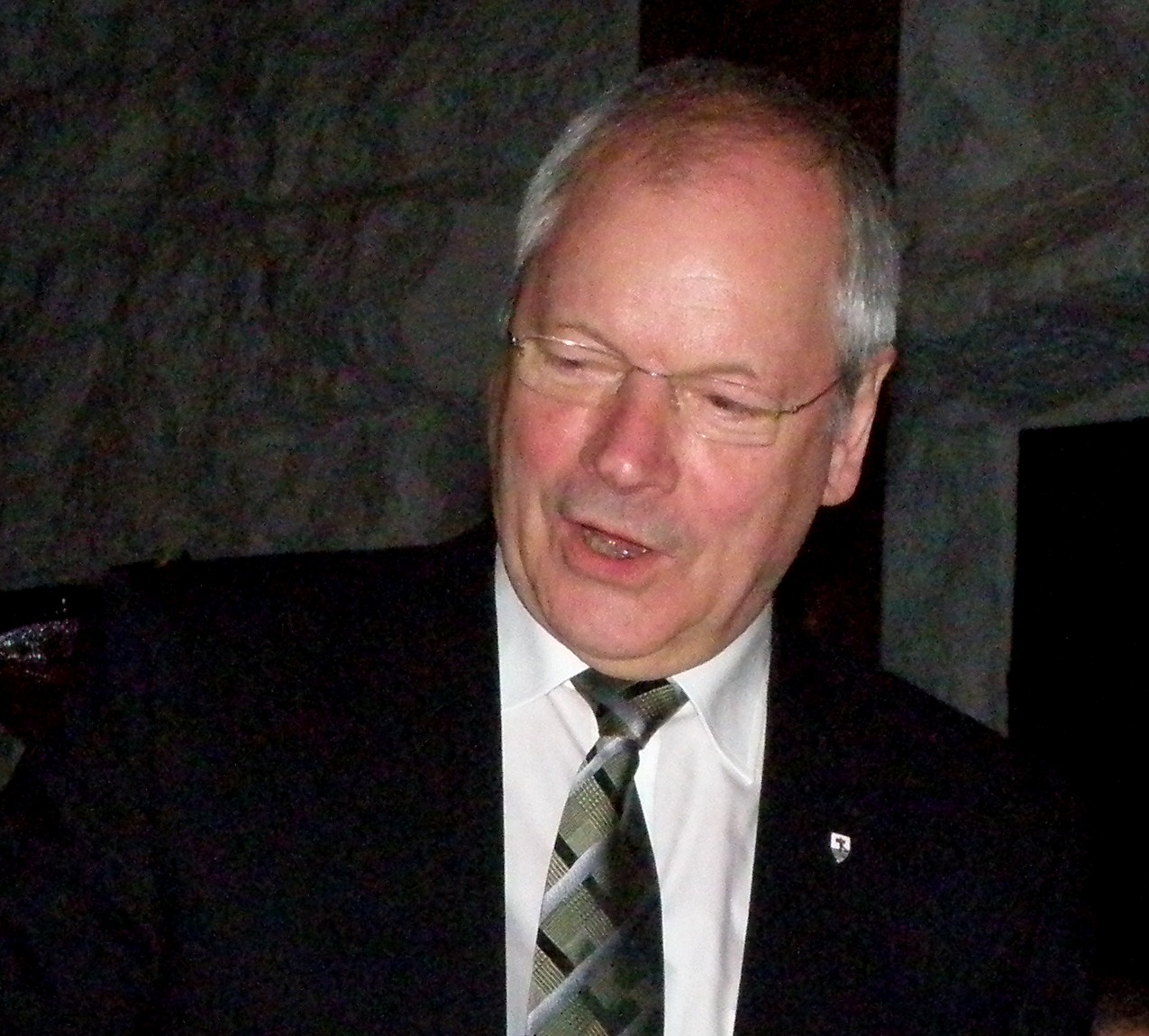
Heðin Mortensen in 2010

Heðin Mortensen (* 7. April 1946 in Trongisvágur) ist ein färöischer Politiker und Abgeordneter des sozialdemokratischen Javnaðarflokkurin im Løgting. Von Anfang 2005 bis Ende 2016 war er Bürgermeister der färöischen Hauptstadt Tórshavn. Er war darüber hinaus 28 Jahre lang Präsident des Sportbundes der Färöer ÍSF.

## Leben
Heðin Mortensen wurde 1946 als Sohn von Ethel Mortensen, geb. Jespersen, und Martin Eliesar (Eli) Mortensen (beide aus Trongisvágur) geboren. Verheiratet ist er mit Hjørdis, geborene Egholm. Zusammen haben sie die drei Töchter Elin, Ann und Guðrun und den Sohn Eirikur.
Heðin Mortensen ist ausgebildeter Automechaniker und Maschinenschlosser, danach wurde er weiterhin Kfz-Gutachter und Versicherungskaufmann.
Als Parteiloser saß er bereits 1973 im Rat der Hauptstadtgemeinde Tórshavn, dem er bis heute angehört. Von 1988 bis 2004 vertrat er den unionistischen Sambandsflokkurin. Danach wurde er Mitglied des sozialdemokratischen Javnaðarflokkurin, die seit 2005 in einer Koalition mit dem republikanischen Tjóðveldisflokkurin (mit Jógvan Arge als Stellvertretenden Bürgermeister) die Geschicke der Hauptstadt lenkt. Bereits von 1980 bis 1984 und von 1997 bis 2004 war er Stellvertretender Bürgermeister. Daneben arbeitete er abwechselnd als Vorsitzender im Kultur-, Sozial- und Bauausschuss und gehörte dem Aufsichtsrat der nationalen Elektrizitätswerke SEV an.
Von 1998 bis 2004 saß Heðin Mortensen als Abgeordneter des Sambandsflokkurin auch im färöischen Parlament, dem Løgting.
Im September 2015 kandidierte er erneut für das Løgting, diesmal als Abgeordneter der Sozialdemokraten. Mit 392 persönlichen Stimmen wurde er wieder ins Parlament gewählt. Bereits vor der Wahl hatte er angekündigt, dass er im Falle einer Wahl sein Amt als Bürgermeister der Hauptstadtgemeinde nicht niederlegen werde. Die dazu notwendige Zustimmung seitens des Gemeinderates hatte er erhalten. Im Gegensatz dazu musste Jógvan Skorheim, der Bürgermeister von Klaksvík, der ebenfalls ins Parlament gewählt worden war, auf seinen Sitz verzichten, da der Gemeinderat von Klaksvík seine Zustimmung verweigerte.
Heðin Mortensen setzte sich besonders für die Jugend- und Kulturarbeit in der Hauptstadt ein und von 1997 bis 2003 war er Vorsitzender des Tórshavner Schauspielerverbandes. Am bekanntesten jedoch ist er für seine Verdienste um den färöischen Sport. Zunächst war er von 1973 bis 1979 Vorsitzender des Havnar Róðrarfelag (Ruderclub Tórshavn) und danach von 1980 bis 2008 Präsident des Färöischen Sportbundes ÍSF.

## Auszeichnungen
Heðin Mortensen wurde insbesondere für seine Verdienste um den Sport ausgezeichnet. So hatte sich unter anderem unter seinem Vorsitz die Anzahl der Sportabteilungen im Färöischen Sportbund ÍSF innerhalb von 25 Jahren von neun auf 24 erhöht.
- Träger des Verdienstkreuzes des Schwedischen Sportverbandes RF (1989).
- Ritter des Dannebrogordens (1991).
- Träger des Verdienstkreuzes des Isländischen Sportverbandes ÍSÍ (1996).
- Träger des Verdienstkreuzes des Färöischen Sportverbandes ÍSF (1999).
- Träger des Dannebrogordens Erster Klasse (2003).
- Träger des Verdienstkreuzes des Dänischen Sportverbandes DIF (2005).